# Вільямсбург (Айова)
Вільямсбург (англ. Williamsburg) — місто (англ. city) в США, в окрузі Айова штату Айова. Населення — 3346 осіб (2020).

## Географія
Вільямсбург розташований за координатами 41°40′8″ пн. ш. 92°0′48″ зх. д. / 41.66889° пн. ш. 92.01333° зх. д. (41.668900, -92.013261).  За даними Бюро перепису населення США в 2010 році місто мало площу 9,70 км², з яких 9,68 км² — суходіл та 0,02 км² — водойми.

## Демографія
Згідно з переписом 2010 року, у місті мешкало 3068 осіб у 1309 домогосподарствах у складі 835 родин. Густота населення становила 316 осіб/км².  Було 1428 помешкань (147/км²).
Расовий склад населення:
| - 98,3 % — білих - 0,3 % — азіатів - 0,2 % — чорних або афроамериканців |

До двох чи більше рас належало 0,8 %. Частка іспаномовних становила 1,5 % від усіх жителів.
За віковим діапазоном населення розподілялося таким чином: 25,6 % — особи молодші 18 років, 56,0 % — особи у віці 18—64 років, 18,4 % — особи у віці 65 років та старші. Медіана віку мешканця становила 39,1 року. На 100 осіб жіночої статі у місті припадало 88,6 чоловіків;  на 100 жінок у віці від 18 років та старших — 88,7 чоловіків також старших 18 років.
Середній дохід на одне домашнє господарство  становив 63 431 долар США (медіана — 54 367), а середній дохід на одну сім'ю — 71 555 доларів (медіана — 70 159). За межею бідності перебувало 12,2 % осіб, у тому числі 21,8 % дітей у віці до 18 років та 6,1 % осіб у віці 65 років та старших.
Цивільне працевлаштоване населення становило 1650 осіб. Основні галузі зайнятості: освіта, охорона здоров'я та соціальна допомога — 33,8 %, роздрібна торгівля — 19,8 %, виробництво — 10,2 %, сільське господарство, лісництво, риболовля — 9,3 %.